# Mykhailo Kulynyak
Mykhailo Kulynyak (ukr.: Михайло Андрійович Кулиняк, nascido a 4 de março de 1969) é um estadista ucraniano e figura pública, Ministro da Cultura e Turismo da Ucrânia (2010–2012).

## Biografia
1994 – formou-se violinista no Conservatório de Kiev.
2003 – graduou-se na Universidade Internacional de Ciência e Tecnologia com uma licenciatura em "Organizational Management (Master of Organizational Management)".
2003 – formou-se na Academia Nacional de Administração Pública com a licenciatura em Administração Pública (Mestrado em Administração Pública).
- 03.2004 — 03.2005 — foi Vice-Ministro Adjunto do Gabinete de Ministros da Ucrânia.[1]
- 8 de novembro de 2006 - 20 de agosto de 2008 — desempenhou funções como Vice-Ministro da Cultura e Turismo da Ucrânia.[2][3]
- 11 de março de 2010 — 9 de dezembro de 2010 — desempenhou funções como Ministro da Cultura e Turismo da Ucrânia.[4][5]
- 9 de dezembro de 2010 — 24 de dezembro de 2012 — desempenhou funções como Ministro da Cultura da Ucrânia.[6][7]
- 8 de fevereiro de 2013 a 2014 – foi Diretor-geral do Palácio Nacional das Artes "Ucrânia".[8]
- Desde 2016 – desempenhou funções como Diretor do Instituto de Arte Contemporânea da Academia Nacional de Gestão da Cultura e das Artes.[9][10]